# Tamaulipas
Tamaulipas jedna je od 31 saveznih država Meksika, smještena u sjeveroistočnom dijelu zemlje na obali Meksičkog zaljeva. Država se prostire na 79.384 km², u njoj živi 3.174.134 stanovnika (2009), glavni grad je Ciudad Victoria, a najveći je Reynosa.
Tamaulipas je okružena saveznim državama Veracruz na jugu, San Luis Potosí na jugozapadu, Nuevo León na zapadu, na sjeveru graniči s američkom saveznom državom Teksas, a na istoku je Meksički zaljev.

## Općine
- Abasolo
- Aldama
- Altamira
- Antiguo Morelos
- Burgos
- Bustamante
- Camargo
- Casas
- Ciudad Madero
- Cruillas
- El Mante
- Güémez
- Gómez Farías
- González
- Guerrero
- Gustavo Díaz Ordaz
- Hidalgo
- Jaumave
- Jiménez
- Llera
- Mainero
- Matamoros
- Méndez
- Mier
- Miguel Alemán
- Miquihuana
- Nuevo Laredo
- Nuevo Morelos
- Ocampo
- Padilla
- Palmillas
- Reynosa
- Río Bravo
- San Carlos
- San Fernando
- San Nicolás
- Soto la Marina
- Tampico
- Tula
- Valle Hermoso
- Victoria
- Villagrán
- Xicoténcatl